# 西岔胡同
西岔胡同，是位于北京市西城区中部的一条胡同。现已无存。

## 简介
西岔胡同走向东西曲折，多有岔路，东到惜薪胡同，南到双吉胡同。全长139米，平均宽3米。清朝称槐树胡同，因槐树而得名。因为在惜薪司以西，1911年之后改名为惜薪司西岔。1965年北京市整顿地名，改名为西岔胡同。2000年代，为兴建机关用房，西岔胡同拆除。